# Politechnika (stanice metra ve Varšavě)
Politechnika je stanice varšavského metra na lince M1. Kód stanice je A-11. Otevřena byla 7. dubna 1995. Ze stanice je možnost přestupu na autobus a tramvaj. Leží v městské části Śródmieście, nedaleko Technické univerzity ve Varšavě.